# Siikajoki
Siikajoki is een gemeente in de Finse provincie Oulu en in de Finse regio Noord-Österbotten. De gemeente heeft een landoppervlakte van 1.053,89 km² en telt 4.897 inwoners (2022).